# Strażnica WOP Mędrzyki
Strażnica WOP Żelazna Góra/Mędrzyki – podstawowy pododdział graniczny Wojsk Ochrony Pogranicza.

## Formowanie i zmiany organizacyjne
Strażnica została sformowana w 1945 roku w strukturze 22 komendy odcinka Braniewo jako 108 strażnica WOP (Eisenberg) o stanie 56 żołnierzy. Kierownictwo strażnicy stanowili: komendant strażnicy, zastępca komendanta do spraw polityczno-wychowawczych i zastępca do spraw zwiadu. Strażnica składała się z dwóch drużyn strzeleckich, drużyny fizylierów, drużyny łączności i gospodarczej. Etat przewidywał także instruktora do tresury psów służbowych oraz instruktora sanitarnego.
W lipcu 1948 roku strażnica została przeniesiona do miejscowości Mędrzyki.
W maju 1952 roku strażnica wyszła z podporządkowania rozwiązywanego 191 batalionu WOP i weszła w struktury 192 batalionu WOP. 
Od 15 marca 1954 wprowadzono nową numerację strażnic. Strażnica IV kategorii otrzymała numer 103.
Jesienią 1955 roku zlikwidowano sztab batalionu. Strażnica podporządkowana została bezpośrednio pod sztab brygady. W sztabie brygady wprowadzono stanowiska nieetatowych oficerów kierunkowych odpowiedzialnych za służbę graniczną strażnic.
W czerwcu 1956 roku rozwiązano strażnicę.

## Strażnice sąsiednie
- 107 strażnica WOP Hemmersdorf ⇔ 109 strażnica WOP Tiefensee – 1946.

## Komendanci/dowódcy strażnicy
- por. Stanisław Jermak (był w 10.1946)[b].
- sierż. Józef Tałaj p.o. (01.11.1950–14.05.1951)[10]
- chor. Stanisław Zdzichowski (do 1951).